# 惡意檢控
惡意檢控（Malicious prosecution），亦作惡意起訴、惡意控告，是英美普通法系的一種蓄意侵权行为，專指檢方故意以不合法理的方式起訴被告，以致司法資源遭浪費。
它與侵權法的濫用司法程序類似，包含以下三個元素：
1. 是否故意及帶有惡意去進行（或唆使進行）民事或刑事訴訟，
2. 是否具有合理理據支持，
3. 而起訴結果是否因為對被訴一方有利。

起訴是否「惡意」，法官可從被告的起訴動機去決定，例如：是否屬於「報復性檢控」。
在其他司法體系或其他場合，「惡意起訴」跟「濫用司法程序」有所區別：有些場合可能分別專指刑事及民事上的用途；但其他場合亦有可能指透過司法程序進行「非法」又或「不必要」的訴訟。具體定義要視乎場合而定。

## 主要案例
- Sheldon Appel Co. v. Albert & Oliker, 47 Cal. 3d 863, 873 (1989).

## 參看
- 濫訴